# Summer World University Games 2025/Teilnehmer (Luxemburg)
| Gelbes Symbol für Goldmedaillen mit stilisierten Olympischen Ringen | Graues Symbol für Silbermedaillen mit stilisierten Olympischen Ringen | Braundes Symbol für Bronzemedaillen mit stilisierten Olympischen Ringen |
| ------------------------------------------------------------------- | --------------------------------------------------------------------- | ----------------------------------------------------------------------- |
| 1                                                                   | —                                                                     | —                                                                       |

Luxemburg nahm an den Summer World University Games 2025 vom 16. bis zum 27. Juli mit 7 Athleten (4 Männer und 3 Frauen) teil.

## Medaillen

### Medaillenspiegel
| Rang   | Sportart       | Gold | Silber | Bronze | Gesamt |
| ------ | -------------- | ---- | ------ | ------ | ------ |
| 1      | Leichtathletik | 1    | –      | –      | 1      |
| Gesamt | Gesamt         | 1    | 2      | 2      | 5      |

### Medaillengewinner
| Name/n           | Sportart       | Wettkampf        |
| ---------------- | -------------- | ---------------- |
| Gold             |                |                  |
| Ruben Querinjean | Leichtathletik | 3000 m Hindernis |

## Teilnehmer nach Sportarten

### Fechten
Frauen
- Anna Zens (Degen Einzel)

### Leichtathletik
| Männer - Ruben Querinjean (3000 m Hindernis) - Gil Weicherding (3000 m Hindernis) - Mathis Espagnet (800 m) | Frauen - Fanny Arendt (800 m) |

### Schwimmen
Männer
- Finn Kemp (100 und 200 m Brust, 200 m Lagen, 50 m Brust)

### Turnen
Frauen
- Céleste Mordenti